# Potworów (województwo wielkopolskie)
Potworów – wieś w Polsce położona w województwie wielkopolskim, w powiecie tureckim, w gminie Dobra.
W latach 1975–1998 miejscowość położona była w województwie konińskim.